# Фултон (Огайо)
Фултон (англ. Fulton) — селище (англ. village) в США, в окрузі Морроу штату Огайо. Населення — 250 осіб (2020).

## Географія
Фултон розташований за координатами 40°27′47″ пн. ш. 82°49′45″ зх. д. / 40.46306° пн. ш. 82.82917° зх. д. (40.463053, -82.829033).  За даними Бюро перепису населення США в 2010 році селище мало площу 0,40 км², уся площа — суходіл. В 2017 році площа становила 0,42 км², уся площа — суходіл.

## Демографія
Згідно з переписом 2010 року, у селищі мешкало 258 осіб у 105 домогосподарствах у складі 65 родин. Густота населення становила 651 особа/км².  Було 113 помешкання (285/км²).
Расовий склад населення:
| - 96,9 % — білих - 1,2 % — осіб інших рас |

До двох чи більше рас належало 1,9 %. Частка іспаномовних становила 1,9 % від усіх жителів.
За віковим діапазоном населення розподілялося таким чином: 27,5 % — особи молодші 18 років, 58,9 % — особи у віці 18—64 років, 13,6 % — особи у віці 65 років та старші. Медіана віку мешканця становила 35,7 року. На 100 осіб жіночої статі у селищі припадало 88,3 чоловіків;  на 100 жінок у віці від 18 років та старших — 87,0 чоловіків також старших 18 років.
Середній дохід на одне домашнє господарство  становив 44 494 долари США (медіана — 43 824), а середній дохід на одну сім'ю — 50 096 доларів (медіана — 50 000). Медіана доходів становила 45 208 доларів для чоловіків та 34 167 доларів для жінок. За межею бідності перебувало 13,8 % осіб, у тому числі 12,7 % дітей у віці до 18 років та 10,3 % осіб у віці 65 років та старших.
Цивільне працевлаштоване населення становило 132 особи. Основні галузі зайнятості: виробництво — 25,0 %, фінанси, страхування та нерухомість — 22,0 %, освіта, охорона здоров'я та соціальна допомога — 19,7 %.